# Gandzasar Kapan
Gandzasar Kapan (orm. „Գանձասար“ Ֆուտբոլային Ակումբ Կապան, "Gandzasar" Futbolajin Akumby Kapan) – ormiański klub piłkarski z siedzibą w miejscowości Kapan.

## Historia
Chronologia nazw:
- 1963–1989: Lernagorc Kapan (orm. «Լերնաղորց» Կապան)
- 1989–1990: FC Kapan (orm. «Կապան» ՖԱ)
- 1991–1993: Sjunik Kapan (orm. «Սյունիկ» Կապան)
- 1995–1996: Kapan-81 Kapan (orm. «Կապան-81» Կապան)
- 1997–2004: Lernagorc Kapan (orm. «Լերնաղորց» Կապան)
- od 2004: Gandzasar Kapan (orm. «Գանձասար» Կապան)

Klub Piłkarski Lernagorc Kapan został założony w 1963 roku. W latach 1964–1969 występował w Klasie B, strefie 4 Mistrzostw ZSRR. W 1970 zajął spadkowe 16. miejsce Klasie B, strefie 2, podgrupie 2 i na długo pożegnał się z rozgrywkami profesjonalnymi. Dopiero w 1990 pod nazwą FC Kapan ponownie startował w Drugiej Niższej Lidze, strefie 2, podgrupie 2.
Po uzyskaniu przez Armenię niepodległości, w 1992 jako Sjunik Kapan debiutował w najwyższej lidze Armenii. Zajął 6. miejsce, ale już nie wystartował w następnym sezonie. W 1995 zmienił nazwę na Kapan-81 Kapan, a w 1997 przywrócił początkową nazwę Lernagorc Kapan.
Od 2000 roku ponownie grał w rozgrywkach I ligi ormiańskiej (Barcragujn chumb).
Na początku 2004 klub z przyczyn finansowych nie mógł zapłacić wpłaty wstępnej. Na pomoc przyszła część klubu Ararat Erywań, który spadł z najwyższej ligi. Odbyła się fuzja dwóch klubów i nowy klub jako Lernagorc-Ararat Kapan startował w Barcragujn chumb, a potem przeniósł się do Erywania, kontynuując historię Araratu.
Po tym, jak klub opuścił miasto kierownictwo Zangezurskiego Kombinatu Miedzi i Molibdenu postanowiło odrodzić klub. Założono klub o nazwie Gandzasar Kapan, co oznacza w tłumaczeniu z ormiańskiego "góra skarbów". Na początku przyjmował gości na stadionie w sąsiednim Jeghegnadzorze. W sezonie 2005 występując na własnym stadionie zajął 3. miejsce w II lidze i powrócił do najwyższej klasy rozgrywek. W sezonie 2009/2010 zadebiutował w rozgrywkach europejskich w Pucharze UEFA.
3 listopada 2020 roku Gandzasar Kapan ogłosił, że wycofuje się z Armeńskiej Premier League i Pucharu Armenii ze względu na trwające ograniczenia finansowe związane z trwającą pandemią COVID-19 w Armenii i konfliktu w Górskim Karabachu w 2020 roku.

## Sukcesy
- Klasa B ZSRR, strefa 4: 2. miejsce (1966)
- Puchar ZSRR: 1/512 finału (1967/68)
- Mistrzostwa Armeńskiej SRR: mistrz (1989, 1991)
- Puchar Armeńskiej SRR: zdobywca (1963)
- Mistrzostwa Armenii: 2. miejsce (2016/2017), 3. miejsce (2008, 2011, 2012/2013)
- Puchar Armenii: zdobywca (2017/2018), finalista (2013/2014)

## Obecny skład
Stan na 22 grudnia 2020.
| Nr | Poz. | Piłkarz                   |
| -- | ---- | ------------------------- |
| 2  | OB   | Hakob Hambardzumian       |
| 3  | OB   | Dawit Ataian              |
| 4  | PO   | Alen Tatincjan            |
| 5  | OB   | Dawit Terterian           |
| 6  | PO   | Wbeymar                   |
| 7  | PO   | Joseph Adah               |
| 8  | PO   | Narek Aslanian            |
| 9  | OB   | Geuorg Nrranian (kapitan) |
| 10 | NA   | Israel                    |
| 11 | PO   | Aszot Adamian             |
| 12 | BR   | Grigor Meliksetian        |
| 13 | BR   | Arman Meliksetian         |

| Nr | Poz. | Piłkarz             |
| -- | ---- | ------------------- |
| 16 | BR   | Mihran Howhannisjan |
| 18 | OB   | Hajk Iszchanian     |
| 19 | OB   | Waspurak Minasjan   |
| 20 | NA   | Armen Howhannisjan  |
| 21 | NA   | Aszot Koczarian     |
| 22 | NA   | Gegham Harutiunian  |
| 27 | PO   | Abdoul Zoko         |
| 28 | OB   | Ołeksandr Ohanisian |
| 55 | PO   | Diogo Coelho        |
| 77 | PO   | Dawit Minasjan      |
| 94 | NA   | Andranik Koczarian  |
| 96 | NA   | Edward Awagian      |

## Europejskie puchary
Legenda do wszystkich tabel:
- Q – runda eliminacyjna, 1/16, 1/8, 1/4, 1/2 – odpowiednia faza rozgrywek, Grupa – runda grupowa, 1r gr – pierwsza runda grupowa, 2r gr – druga runda grupowa, F – finał, R – runda, PO – play-off
- k. – rzuty karne, los. – losowanie, Dogr. – dogrywka, w. – zasada bramek strzelonych na wyjeździe

| Sezon   | Rozgrywki   | Runda | Klub                 | Dom | Wyjazd | Ogólnie |
| ------- | ----------- | ----- | -------------------- | --- | ------ | ------- |
| 2009/10 | Liga Europy | 2Q    | NAC Breda            | 0–2 | 0–6    | 0–8     |
| 2012/13 | Liga Europy | 1Q    | EB/Streymur          | 2–0 | 1–3    | 3–3, w. |
| 2012/13 | Liga Europy | 2Q    | Servette FC          | 1–3 | 0–2    | 1–5     |
| 2013/14 | Liga Europy | 1Q    | FK Aktobe            | 1–2 | 1–2    | 2–4     |
| 2017/18 | Liga Europy | 1Q    | FK Mladost Podgorica | 0–3 | 0–1    | 0–4     |
| 2018/19 | Liga Europy | 1Q    | Lech Poznań          | 2–1 | 0–2    | 2–3     |